# 费奥多罗夫斯科耶
费奥多罗夫斯科耶（羅馬化：Fyodorovskoye）是俄罗斯列宁格勒州的市级镇，属托斯诺区，地处列宁格勒州中西部，位于区行政中心托斯诺西北方，在州府圣彼得堡东南、加特契纳东北方，西侧靠近列宁格勒州与圣彼得堡直辖市的边界。涅瓦河一支流伊若拉河流经该地附近。
1727年首次提及；2017年设市级镇，此前为村庄。该地2021年人口有3,583人；2010年人口2,906人；2002年人口3,028人。